# Františkánský klášter (Bechyně)
Františkánský klášter v Bechyni s kostelem Nanebevzetí Panny Marie je komplex pozdně gotických budov nacházejících se na skále na pravém břehu řeky Lužnice v jihočeském městě Bechyni. Jeho současná architektonická podoba pochází převážně z konce 15. a počátku 16. století. Je chráněn jako kulturní památka.

## Vývoj klášterního komplexu

### Staří Slované a první osídlení místa (7. stol. n. l. – konec. 13. stol. n. l.
Místo, kde se nachází dnešní bechyňský klášter, nazývané také kamenný ostrov, bylo osídleno už dlouho předtím, než se sem nastěhoval řád bratrů františkánů. Z archeologických průzkumů vyplývá, že již cca v 7. století našeho letopočtu bylo osídleno starými Slovany. V prostorách dnešní rajské zahrady bylo při archeologických průzkumech přibližně 1 metr pod povrchem nalezeno ohniště z této doby.

### Původní klášter (1281–1422)
Klášterní komplex se zde nachází od konce 13. století, kdy jeho výstavba započala založením původního kostela v roce 1281. Poté stavba pokračovala dostavbou ambitu a o tři roky později (1284) byli na místo povoláni první příslušníci řádu františkánů. Původní klášter byla pravděpodobně roubená budova s kamennou podezdívkou. Komplex byl ale během husitských válek (1422) zničen a vydrancován.

### Stavba nového kláštera (1491 – poč. 16. stol.)
Po ničivém nájezdu husitů bylo místo skoro po celé následující století neobydlené. Ke konci tohoto století se ale ekonomická situace města Bechyně začala zlepšovat a místní páni, Šternberkové, se rozhodli bývalý klášter obnovit. Stavebníci budoucího kláštera byli Zdislav a Ladislav ze Šternberka († 1521). Mniši, františkáni observanti, se tak mohli v roce 1491 nastěhovat do nově vyrůstajících, pozdně gotických budov nového kláštera, zahrnujících hlavní kostel Nanebevzetí Panny Marie, ambit s rajskou zahradou, jídelnu, dílny a dormitář mnichů. Klášterní komplex se budoval do počátku 16. století a jeho hlavní dnešní ozdobou jsou zejména sklípkové klenby v prostorách ambitu.

### Klášter za pánů z Rožmberka (16. stol. – poč. 17. stol.)

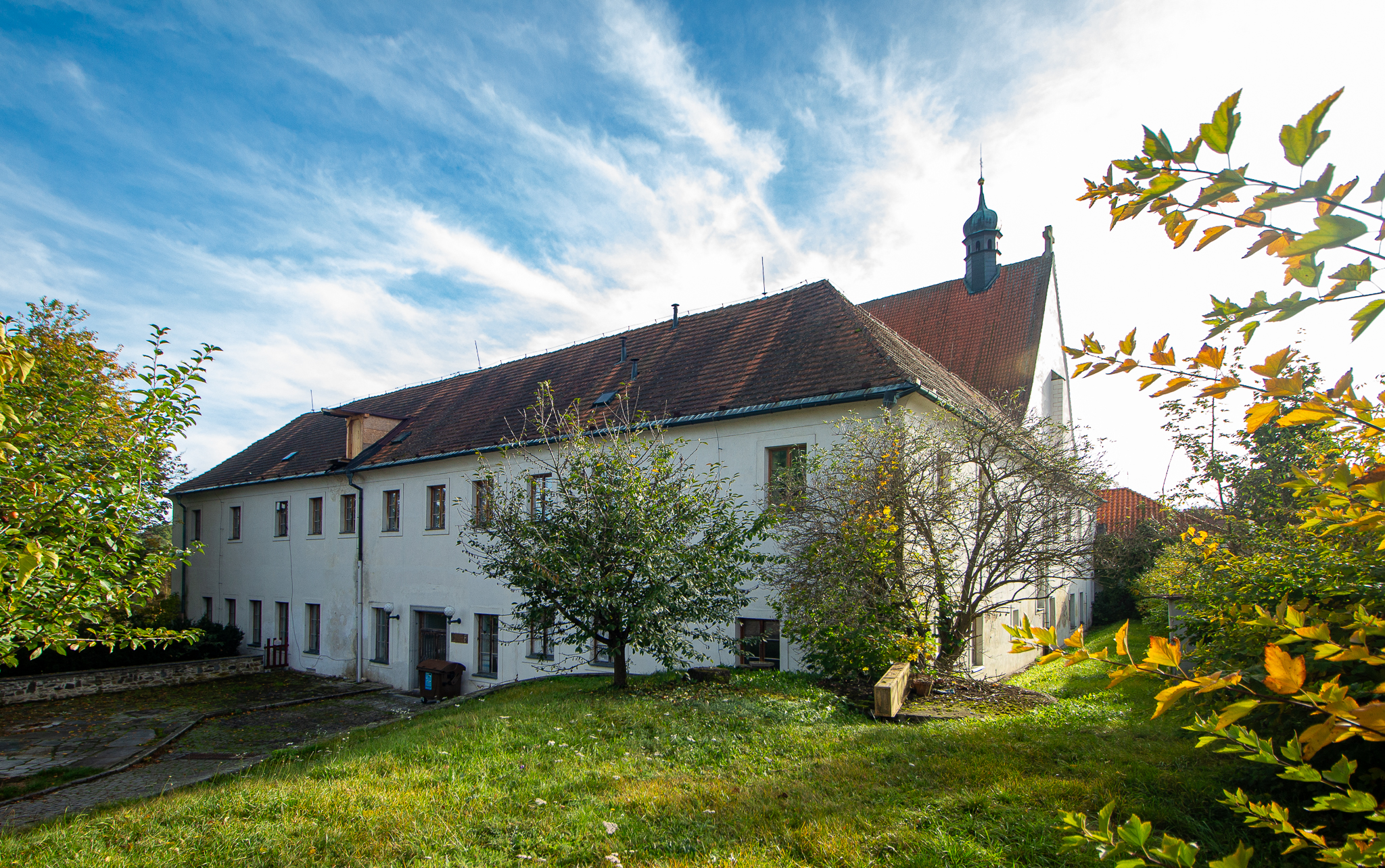
Budova kláštera

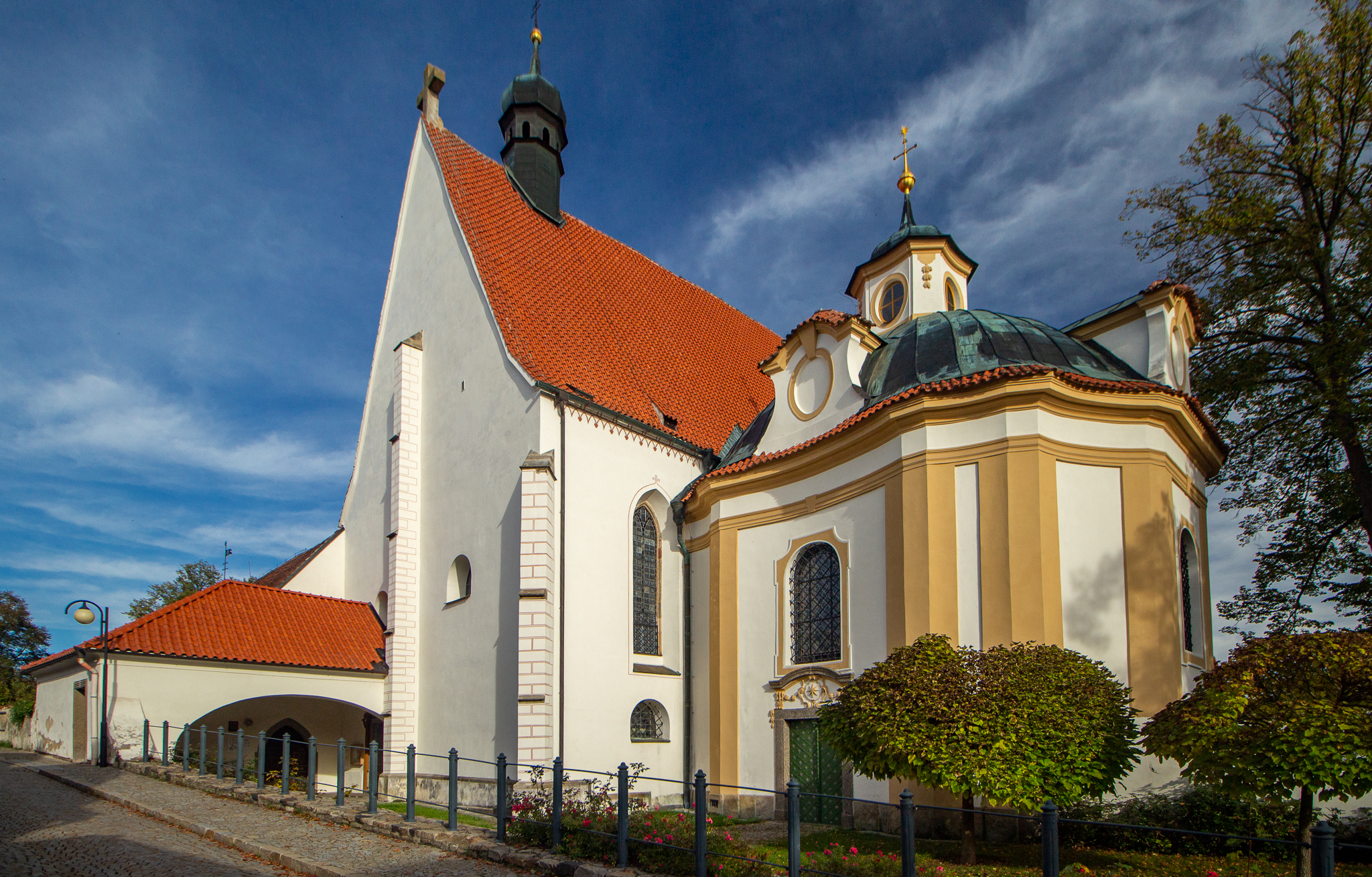
Klášterní kostel Nanebevzetí Panny Marie s barokní přístavbou

Klášterní komplex během celé svojí existence prodělal několik úprav. Tou největší bylo bezesporu zřízení špitálu v období vlády Petra Voka z Rožmberka na bechyňském panství (1570). Tato úprava cca dvojnásobně zvětšila komplex budov konventu. Stavitelem byl pravděpodobně Antonio Ericer. Špitál tak mohl sloužit nemocným a chudým ze širokého okolí.

### Vpád Buquoyových vojsk, následné rozšiřování kláštera a rod Paarů (17. stol. – 20. stol.)
Další úpravy budov klášterního komplexu proběhly po jeho vydrancování při vpádu Buquoyových vojsk do Bechyně během 17. století. Při rabování a plenění kláštera se zde mělo údajně odehrát několik zázraků a nově příchozí davy poutníků, poté co Buquoy s vojskem odtáhl, na sebe nenechaly dlouho čekat. Bylo nutné změnit dispozici kláštera tak, aby byla schopná nápor poutníků zvládat. V ambitu tak byla přesvěcena původní kaple sv. Barbory nově sv. Karlu Boromejskému a ke kostelu se z jihu přistavěla barokní kaple (roku 1673). Dále se v kostele přímo nad vchodem vestavěl kůr, který dodnes slouží, jako stanoviště pro varhany. Změnilo se také vybavení interiéru, které se taktéž uzpůsobilo tomuto náporu, jako například kazatelna přímo v ambitu nebo větší počet zpovědnic. Exteriér kostela byl pak obohacen malou cibulovitou vížkou umístěnou na střeše jeho hlavního dvoulodí. Poslední významnou přestavbou bylo stržení staré barokní kaple a výstavba nové na příkaz hraběnky Paarové (1725). Od 18. do první poloviny 20. století pak pro klášter nastalo období klidu.

### Současnost (konec 20. stol. – poč. 21. stol.)
Po roce 1989 byl klášter navrácen řádu františkánů. V roce 2023 převzal správu klášterního komplexu Nadační fond Konvent Pax. V klášteře je v nájmu bechyňská základní umělecká škola.
Klášter je po letech opět v dobrém stavu a je zpřístupněn veřejnosti.

## Každodenní život v klášteře
Klášter byl po celou dobu své existence obýván maximálně patnácti mnichy františkánského řádu. Mezi hlavní činnosti zdejších mnichů patřilo tkalcovství. Ve zdejších dílnách se tkalo hnědé sukno, kterým bechyňský klášter zásoboval ostatní řádové kláštery v českých zemích. Sukno bylo totiž potřeba pro výrobu františkánských hnědých hábitů, pro františkány typických. Kromě milodarů, které představovaly hlavní zdroj obživy, se obyvatelé kláštera přiživovali na hospodářských produktech zahrady ke klášteru přilehlé a to zejména v dobách ekonomických krizí, kdy pouze milodary nemohly stačit. Krom chovu hospodářských zvířat a pěstování základních plodin se v zahradě pěstovala například také vinná réva. Mniši se odívali do hnědého roucha a chodili bosí. Jedlo se jednou denně v prostorách klášterní jídelny (dnešní koncertní sál ZUŠ Bechyně). Klášter byl původně bez přívodu pitné vody. Pro tu se chodilo po strmém schodišti k řece v Lužnici. V roce 1785 byli ale mniši od této práce osvobozeni přivedením pitné vody do kláštera samospádem z centrální bechyňské kašny.

## Pohřební funkce kláštera
Mimo duchovních a liturgických účelů sloužil klášter také jako místo posledního odpočinku. Pohřbíváni zde byli mniši, ale také bechyňští páni či významní měšťané. Mniši se pohřbívali zejména v klášterním ambitu, kde jsou dodneška viditelné nástěnné malované kartuše, které měly označovat místo posledního odpočinku. Každá z nich nese jméno toho, který leží pohřbený pod přilehlým náhrobním kamenem, obvykle umístěným do podlahy ambitu (výjimečně do stěny). Hojně se také pohřbívalo v prostoru rajské zahrady. 
Další hrobky se nacházejí v samotném kostele. Pod hlavním oltářem jsou například pohřbeni páni Karel Kryštof ze Švamberka a Ladislav ze Šternberka. Jejich náhrobní kameny s reliéfním vyobrazením v životní velikosti zdobí stěnu zdejšího presbytáře. V kostele se dále nachází dvě hrobky zapečetěné náhrobními kameny, z nichž jedna náleží bratrům františkánům a druhá pánům ze Švamberka. 
Posledními majiteli bechyňského panství byli Paarové, kteří mají svojí hrobku umístěnou kousek od jižní stěny kostela odděleně od komplexu. V roce 1884 zde byla pohřbena princezna Ida Leopoldina Žofie z Lichtenštejna, manželka politika Karla Boromejského z Paaru.

## Donace kláštera
Rody, které se v klášteře nechaly pohřbívat, byly často jeho velmi štědrými mecenáši. Zejména Šternberkové byli během svého vlastnictví panství jedněmi z významných mecenášů bechyňského kláštera. Darovali mu mnoho z jeho aktuálního depozitáře (převážně barokního).
Soše Piety Panny Marie byla zasvěcena 3. kaple Svaté cesty z Prahy do Staré Boleslavi. Kaple byly stavěny v letech 1674–1690, v horním rohu výklenku bylo jméno stavebníka a jeho erb. Donátorem této kaple byl Jan Norbert, hrabě ze Šternberka.

## Fotogalerie

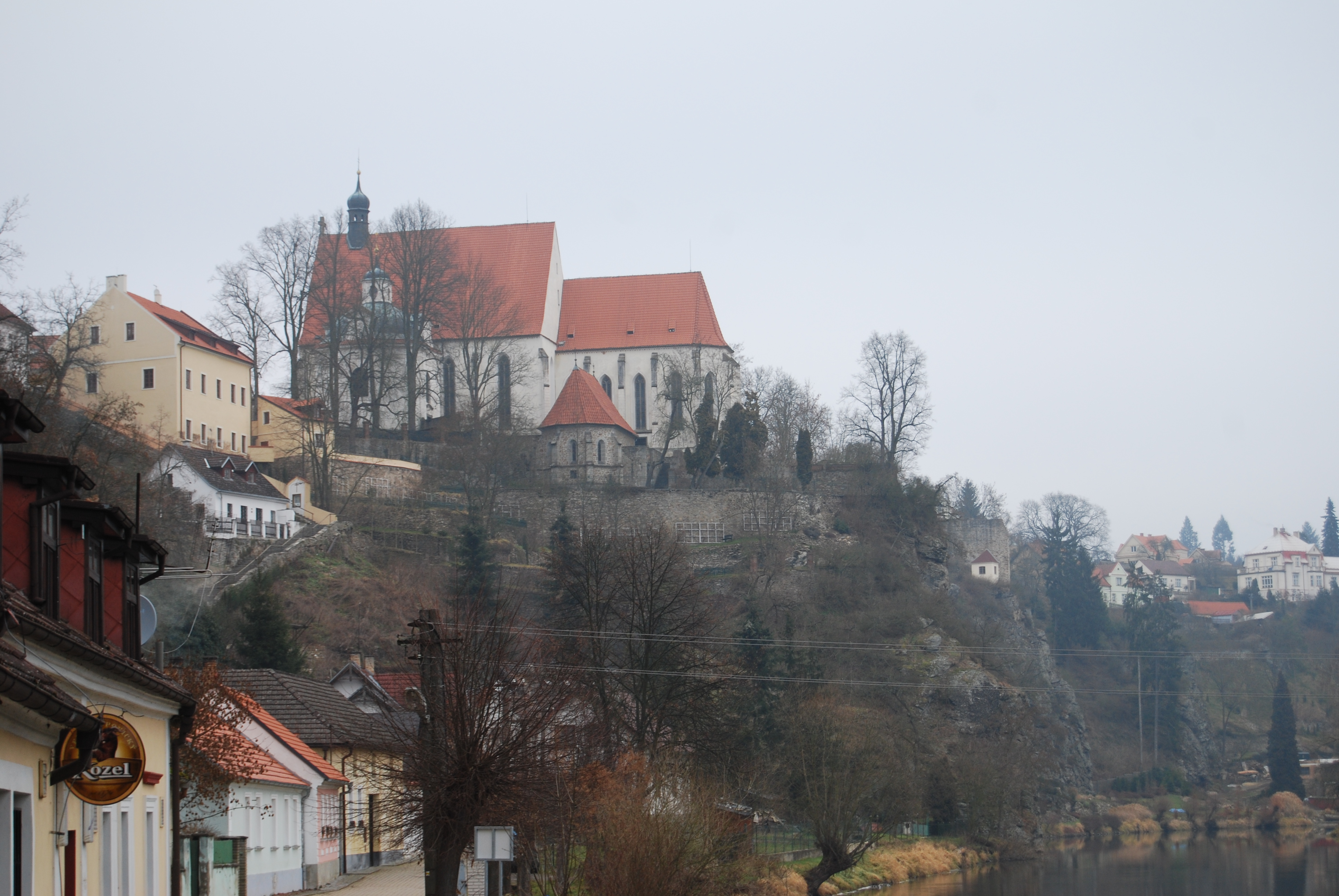
Panorama kláštera
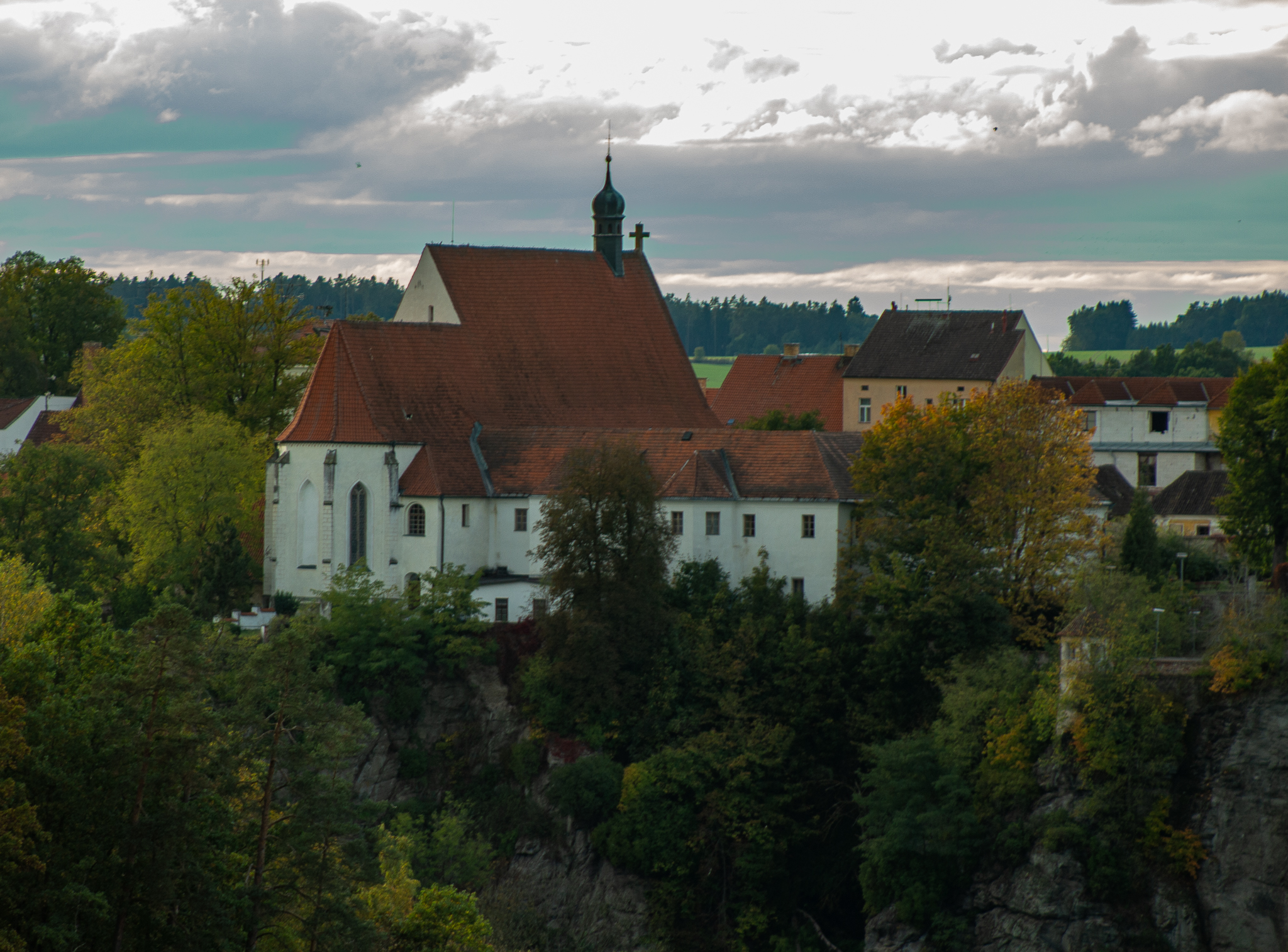
Panorama kláštera z mostu
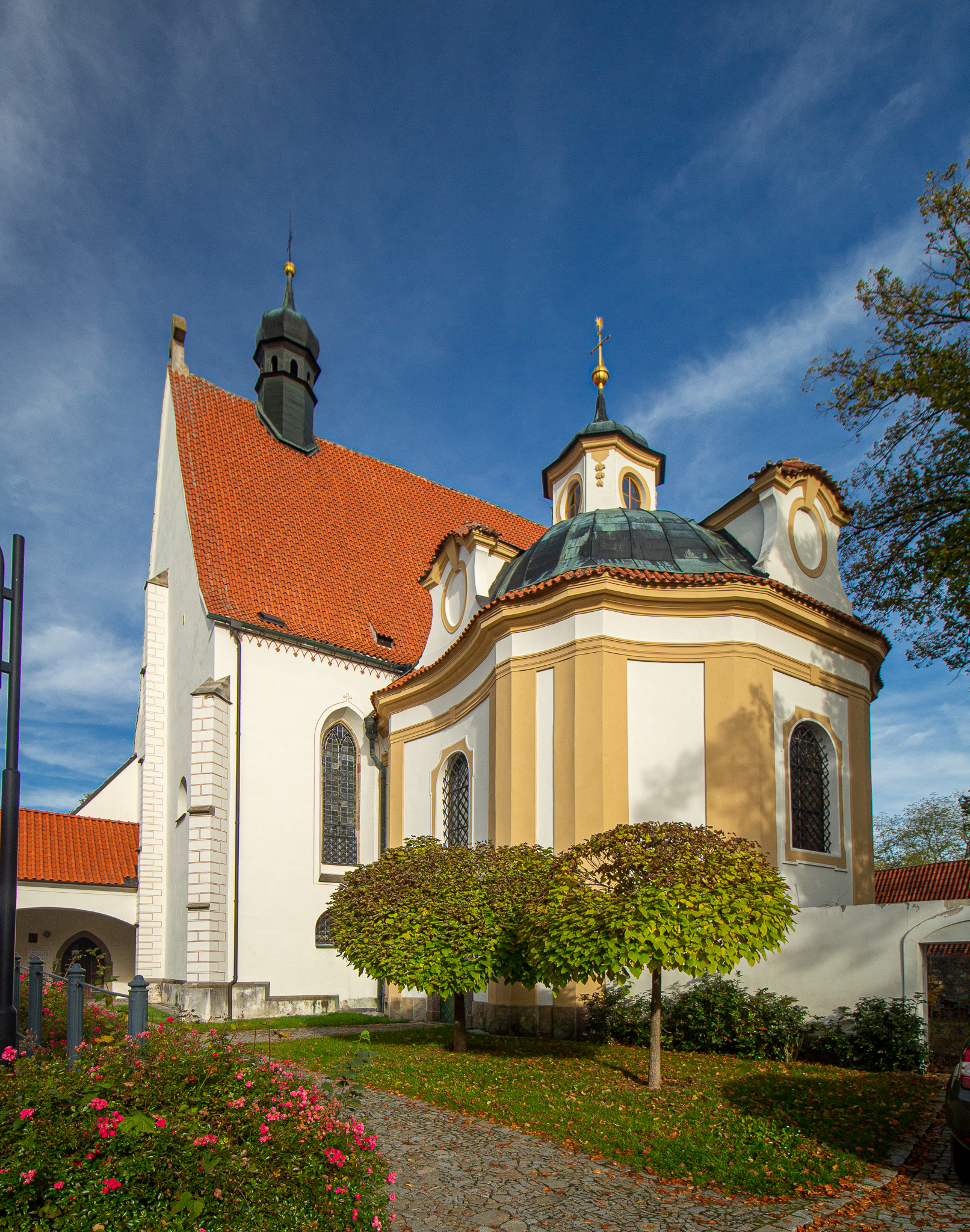
Jižní pohled, kostel Panny Marie
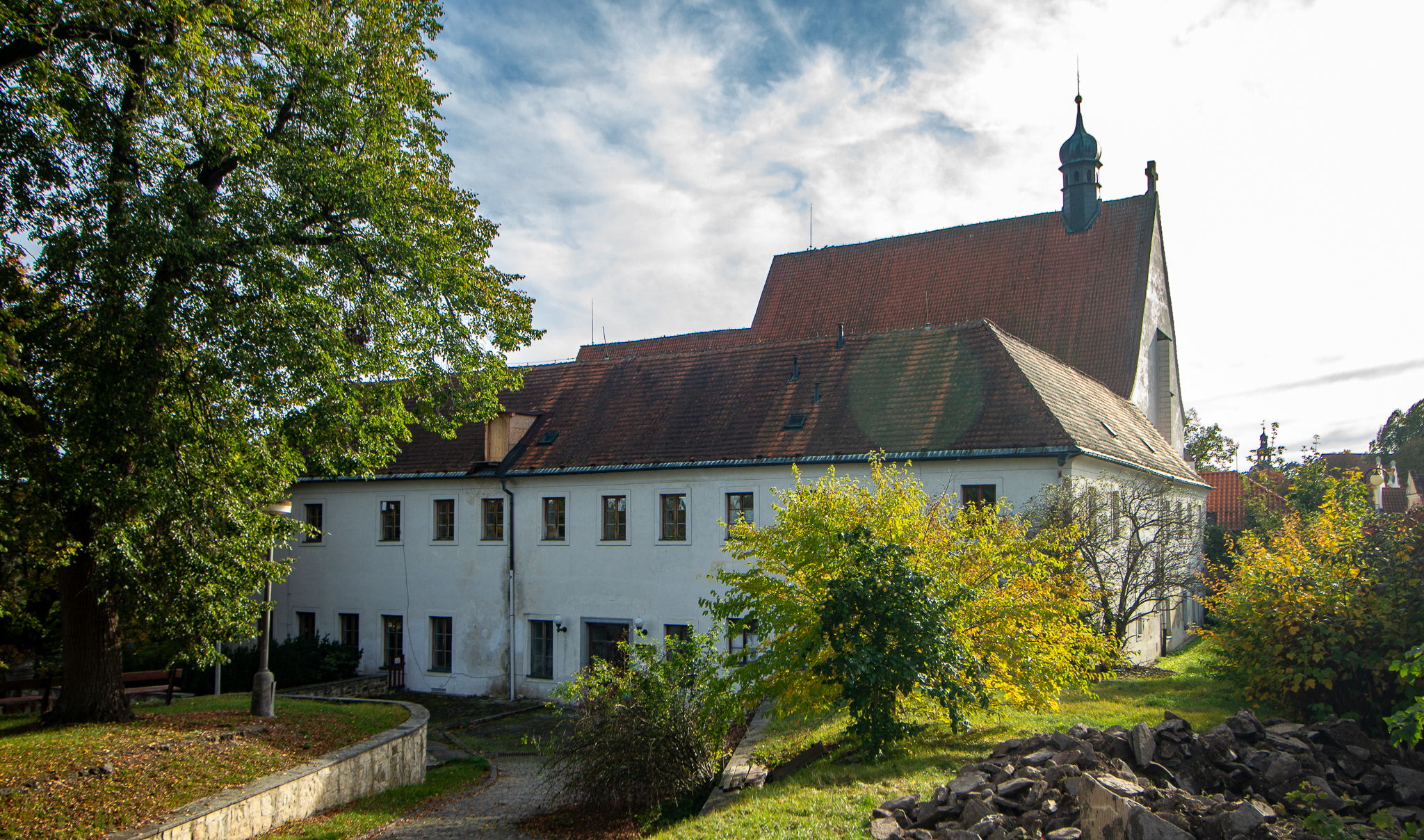
Jedno z křídel konventu
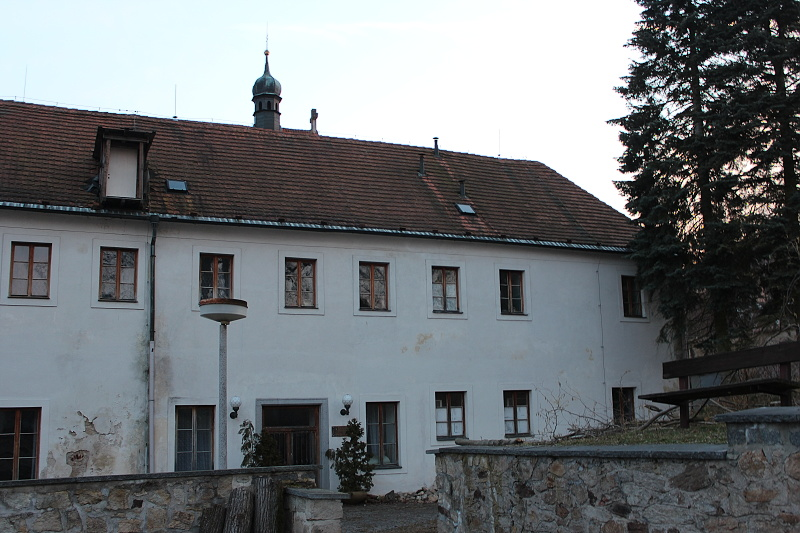
Pohled na konvent ze zahrady
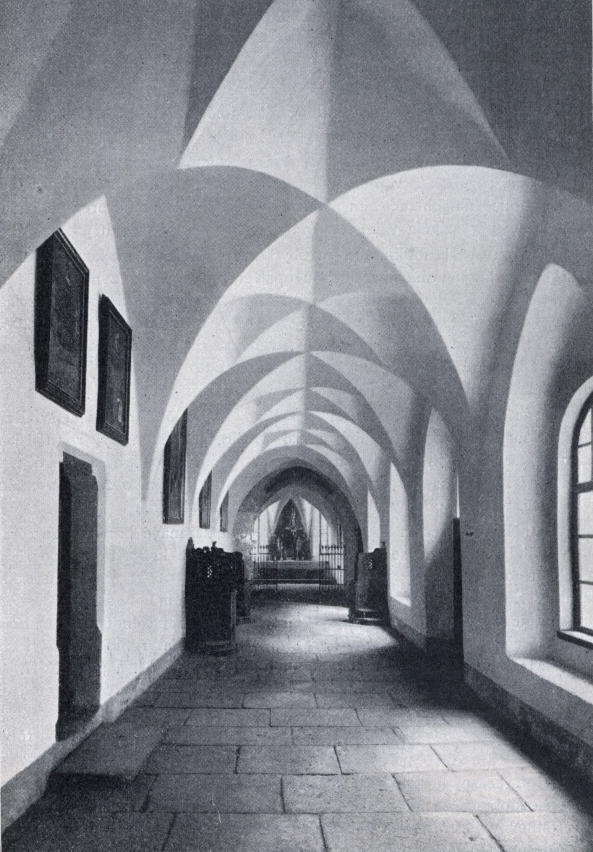
Chodba v klášteře